# Instalator

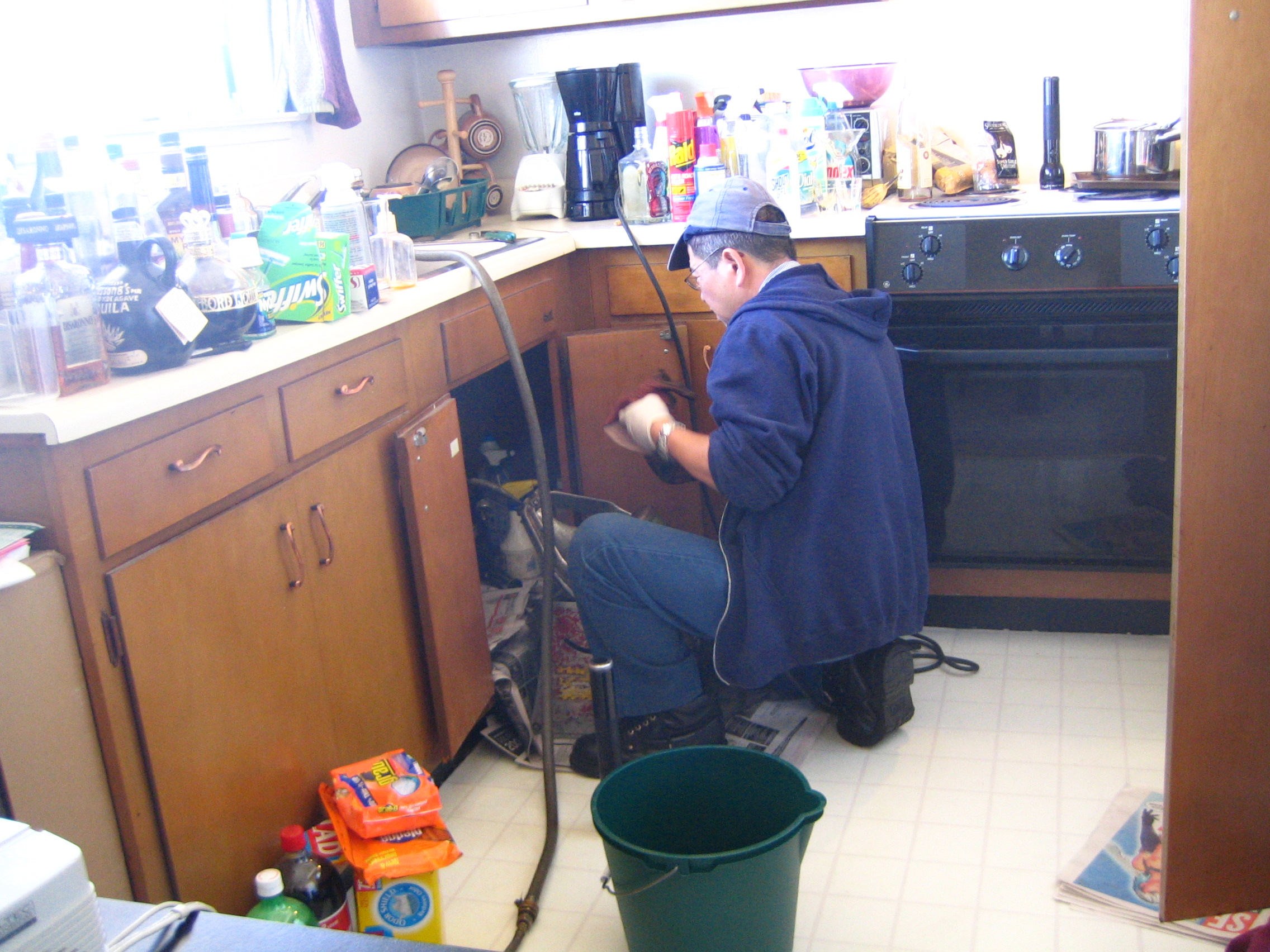
Un instalator de alimentări cu apă într-o bucătărie

Instalatorul este o persoană care se ocupă de montarea, verificarea sau repararea unor instalații tehnico-sanitare, conducte de apă, aparaturi tehnice.

## Specializări în meseria de instalator
În funcție de specializarea lor, instalatorii se împart în mai multe categorii, după cum urmează:
- Tehnician instalator CATV - se ocupă de branșarea abonaților CATV la rețeaua de comunicații, conectarea, punerea în funcțiune și reglarea terminalelor de abonat, identificarea și eliminarea abaterilor de la performanță în limita competențelor precum și debranșarea de la rețeaua de comunicații.
- Instalator apă-canal - își desfășoară activitatea în companii din domeniul construcțiilor, în toate punctele de lucru ale acestora. Instalatorul apă, canal trebuie să știe să măsoare, să taie, să pozeze, fixeze și să îmbine conducte, să monteze utilaje, accesorii, să înlocuiască, să repare piese, materiale, conducte, să verifice îmbinări și racorduri, să întrețină rețelele de alimentare cu apă și canalizare, să diagnosticheze și să remedieze defecțiunile constatate la toate tipurile de rețele, utilaje și accesorii.
- Instalator încălzire centrală și gaze - își desfașoară activitatea în cadrul sectorului de construcții civile și industrial. Instalatorul încălzire centrală și gaze de sectorul construcții, trebuie să cunoască, să monteze, să pună în funcțiune, să diagnosticheze și să remedieze, toate tipurile de instalații și utilaje folosite pentru alimentarea cu apă caldă și rece, canalizare, stingeri incendii și care sunt specifice construcțiilor civile și industriale.
- Instalator alimentări cu apă - la instalatorii din cadrul echipelor de intervenție ale zonelor de distribuție a apei care execută repararea, întreținerea și exploatarea rețelelor de alimentare cu apă urbane (comunale) și instalatorilor din antreprizele (societățile) de construcții care execută rețele de alimentare cu apă urbane (comunale).
- Instalator Tehnico-Sanitar și Gaze - trebuie să știe să măsoare, să taie, să pozeze și să îmbine conducte, să realizeze treceri prin ziduri și planșee pentru conducte, să monteze conducte, utilaje, aparate de utilizare, accesorii, să pună în funcțiune instalații, să înlocuiască, să repare conducte, îmbinările și garniturile acestora, să diagnosticheze și să remedieze defecțiunile constatate la toate tipurile de instalații și utilaje.
- Instalator HVAC (Heating, Ventilation, and Air Conditioning) - Se ocupă de instalarea, întreținerea și repararea sistemelor de ventilație, încălzire și climatizare (aer condiționat). Poate lucra atât în clădiri rezidențiale, cât și în spații comerciale sau industriale.
- Instalator industrial - Lucrează în fabrici și uzine, unde instalează, întreține și repară sisteme complexe de conducte, instalații de abur, apă tehnologică, gaze industriale etc. Necesită cunoștințe mai avansate privind normele de siguranță și tehnologiile specifice.
- Instalator instalații de stins incendii (Sprinklere și hidranți) - Instalează și întreține sistemele automate de stingere a incendiilor (sprinklere) și rețelele de hidranți. Este o specializare esențială în construcțiile mari sau în zonele cu risc ridicat.
- Instalator în domeniul naval / maritim - Instalează și întreține instalațiile sanitare, termice sau de alimentare cu apă pe nave, bărci sau în porturi. Necesită calificări speciale și disponibilitate de a lucra pe mare.
- Instalator de pompe și sisteme de ridicare a apei - Montează și întreține pompe de apă, hidrofoare, pompe submersibile etc., pentru clădiri sau sisteme de irigație.[3]

## Autorizarea ca instalator în România
În România, pentru a putea profesa ca specialist în una dintre meseriile mai sus menționate este necesară o calificare în domeniu. Calificarea constă în pregătirea profesională într-un domeniu anume și încheierea unui act adițional la contractul individual de muncă. Competențele profesionale se dobândesc: 
- pe cale formală, prin acumulare de competențe în clasă. Metoda presupune participarea la programele de formare profesională organizate de un furnizor de formare profesională autorizat de ANC, în urma căruia se primește un Certificat de Calificare;[5]
- pe cale informală, prin studiu individual, cursuri online și acumularea experienței în domeniul de interes. Dacă urmezi un curs online vei primi o Diplomă de absolvire. Dacă ai deja experiență, atunci poți aplica pentru evaluarea competențelor profesionale, în urma căreia vei primi un Certificat de Competențe Profesionale.

Pentru înscrierea la cursurile de calificare se recomandă o grijă aparte în alegerea furnizorului de servicii. Firmele trebuie să funcționeze ca entități juridice autorizate de Ministerul Muncii, Ministerul Educației și ANC. În caz contrar, nu se pot elibera certificate recunoscute național și internațional. 
Depunerea dosarului de înscriere cuprinde:
- copie după actul de identitate
- copie după certificatul de naștere
- copie după certificatul de căsătorie
- copie act de studii[6]